# 圣战群英传II：黑暗预言
《圣战群英传II：黑暗预言》（Disciples II: Dark Prophecy，亦译“使徒II：黑暗预言”），是一款适用Windows和Linux平台的回合策略性奇幻游戏，由Strategy First制作，2002年1月24日发行。它是1999年的游戏《圣战群英传：神圣国度》的续集，但比前作在销量和口碑上更成功。剧情设定在《神圣国度》 的十年后，设有四个种族：帝国军团（Empire）、高山氏族（Mountain Clans）、诅咒军团（Legions of the Damned）和不死骑兵（Undead Hordes）。
游戏的角色扮演成分得到加强，装备和魔法比起前一部作品都得到改进。玩家可使用雇佣兵，但需要通过升级来提升技能。任务会随着环境作出一些改变，一些突发事件可能会改变任务的进程。该游戏的资料片有《圣战群英传II：黑暗之仆》、《圣战群英传II：光之守护者》、《圣战群英传II：精灵崛起》，均于2003年发行。